# Eliopoli
Eliopoli (in greco antico: Ἡλίου πόλις?, Heliopolis) fu un'importante città dell'antico Egitto capitale del 13º distretto del Basso Egitto. Il sito si trova, attualmente, nella periferia del Cairo nei pressi del sobborgo detto el-Matariya, sulla sponda orientale del Nilo. Eliopoli era una delle più rilevanti località legate al culto solare da cui il nome greco, città del sole. La leggenda narra che qui vi fu seppellita anche Santa Barbara, martire, figlia di un pagano, e una delle quattro "grandi vergini" della Chiesa.

## Periodo egizio
| O28 | W24 · O49 |

| O28 | W24 · O49 |

Il nome originale era Iunu o Iunet Mehet talvolta reso in greco come Ὁν (On) ed in ebraico come ˀÔn oppure ˀĀwen.

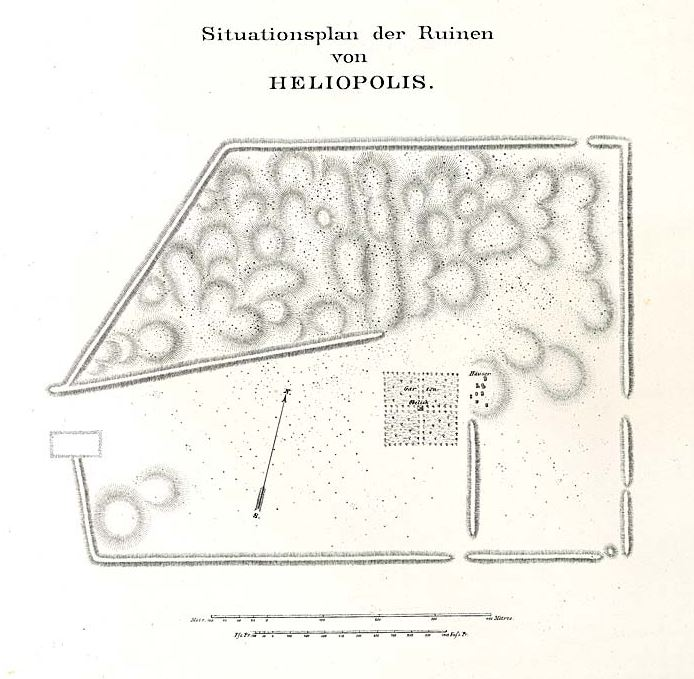
Planimetria dell'area delle rovine di Heliopolis (estratto dalla tavola 1.BI.55 dell'opera Denkmäler aus Aegypten und Aethiopien di Lepsius pubblicata nel 1849)

Il sito di Eliopoli fu occupato fin dal Periodo predinastico e vide il maggior sviluppo durante i periodi storici detti antico regno e medio regno. La maggior parte degli edifici venne distrutta durante la costruzione della città del Cairo allo scopo di riutilizzarne i materiali da costruzione, come le pietre.
La principale divinità adorata, inizialmente, a Eliopoli fu il dio Atum, a cui fu dedicato il più antico tempio conosciuto: Per-Aa (pr ˁ3 - grande casa) detto anche Per-Atum (pr ỉtmw - Casa di Atum). La città fu anche la sede originale del culto dell'Enneade.

Si ritiene, in base alle risultanze degli scavi archeologici (scarsamente sistematici e completi a causa dell'esistenza della città contemporanea) che Eliopoli ospitasse un tempio solare analogo a quello di Abu Gurab.

In seguito, quando il ruolo di divinità predominante fu assunto da Horo, il culto si focalizzò sulla divinità sincretica di Ra-Harakhti (letteralmente Ra [che è] Horo [sui due orizzonti]).
Durante il periodo di Amarna il re Akhenaton introdusse nella città il culto di Aton, il disco solare deificato, costruendo un tempio detto Wetjes Aten (wṯs ỉtn - elevazione del disco solare). Blocchi provenienti da questa costruzione furono reimpiegati nella costruzione delle mura medievali del Cairo e possono ancora essere osservati in alcune delle porte cittadine.

Ulteriore culto rilevante per Eliopoli fu quello del toro Mnevis, una incarnazione di Ra; a nord della città si trovava la necropoli riservata ai tori, analogamente a quanto avveniva a Saqqara, nel Serapeo, per i tori Api.

Gli scavi hanno riportato alla luce anche una necropoli riservata ai sacerdoti e datata alla V dinastia.

## Periodo greco-romano
L'esistenza della città è attestata da numerosi autori sia del periodo greco sia di quello romano come: Claudio Tolomeo, Erodoto, Strabone, Diodoro Siculo, Plutarco, Diogene Laerzio, Giuseppe Flavio, Pomponio Mela, Cicerone, Plinio il Vecchio, Tacito.
Strabone, nel I secolo a.C., riferisce che i templi erano ormai deserti e la città quasi disabitata. Durante il periodo romano la città fece parte prima della provincia d'Egitto poi, sotto Diocleziano venne inserita nella provincia Egitto Erculeo e infine, con la riforma di Teodosio I, nella provincia denominata Augustamnica.
La popolazione comprendeva, con ogni probabilità, anche elementi di ceppo arabico. Parte degli obelischi che si ergevano a Eliopoli vennero trasportati nelle altre città del delta del Nilo e alcuni attraversarono il Mediterraneo per giungere fino a Roma.

## Santa Barbara
Alcune fonti ipotizzano la città di Eliopoli, e altre, come luogo natale della Santa. Le varie agiografie differiscono per molti particolari, compresi il tempo e il luogo in cui visse Barbara. Una delle ipotesi più accreditate è fra il III e il IV secolo d.C.; riguardo alla data del martirio, esso sarebbe avvenuto sotto un "imperatore Massimino" o "Massimiano", ma non è chiaro se si tratti di Massimino il Trace, Massimino Daia o Massimiano.
Si dice anche che un cristiano di nome Valentino, richiese a Marziano il corpo di Santa Barbara, che seppellì riverentemente nel luogo chiamato “Sole” (probabilmente Eliopoli), in una piccola abitazione dove si rinnovarono frequentemente i miracoli, ottenuti da Dio, per intercessione della Martire.
È certo che esso rimase a Nicomedia sino al IV secolo, epoca in cui l’imperatore Giustino lo fece trasportare a Costantinopoli dove Leone, verso la fine del IX secolo, fece erigere una chiesa nella quale venne custodito il corpo della Santa.

## Età moderna
In seguito, la fondazione del Cairo, solo 6 miglia a sud-ovest di Eliopoli, causò la definitiva rovina della città e la demolizione della maggior parte degli edifici allo scopo di ricavarne materiali da costruzione.
Il 20 marzo 1800 la zona dell'antica Eliopoli fu teatro dell'omonima battaglia, combattuta tra le truppe ottomane di Nassif Pascià e quelle del Corpo di spedizione francese in Egitto, al comando del generale Jean-Baptiste Kléber, al quale arrise la vittoria.
Attualmente la posizione dell'antica città egizia è identificata solamente da un obelisco.
Nel marzo 2017 venne ritrovata da alcuni archeologi una statua di 8 metri di Ramses II.

### La moderna Empolis (Misr al-Gadida)
Heliopolis, zona a est del Cairo, fu costruita dal barone belga Edouard Empain tra il 1905 e il 1910. Il quartiere, allora aperto deserto, fu riempito di palazzi, ville e complessi hotel in un lussuoso stile orientale dando vita alla zona più antica di Misr al-Gadida: al-Korba. Si trovano in questa zona del sobborgo moderno il Palazzo Edouard Empain e Palazzo di el-Orouba.

## Galleria d'immagini

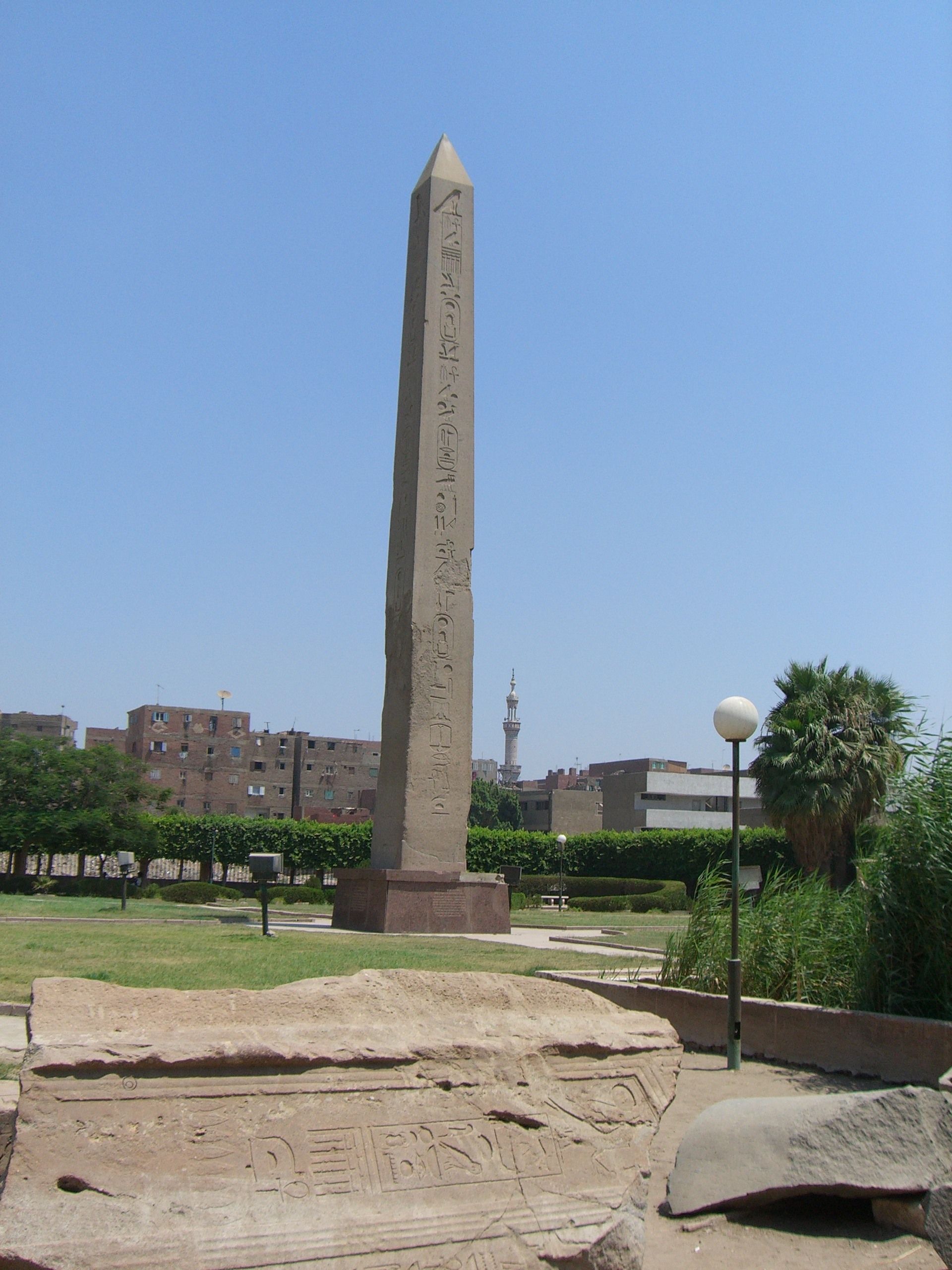
L'obelisco di Sesostri I presso le rovine di Eliopoli
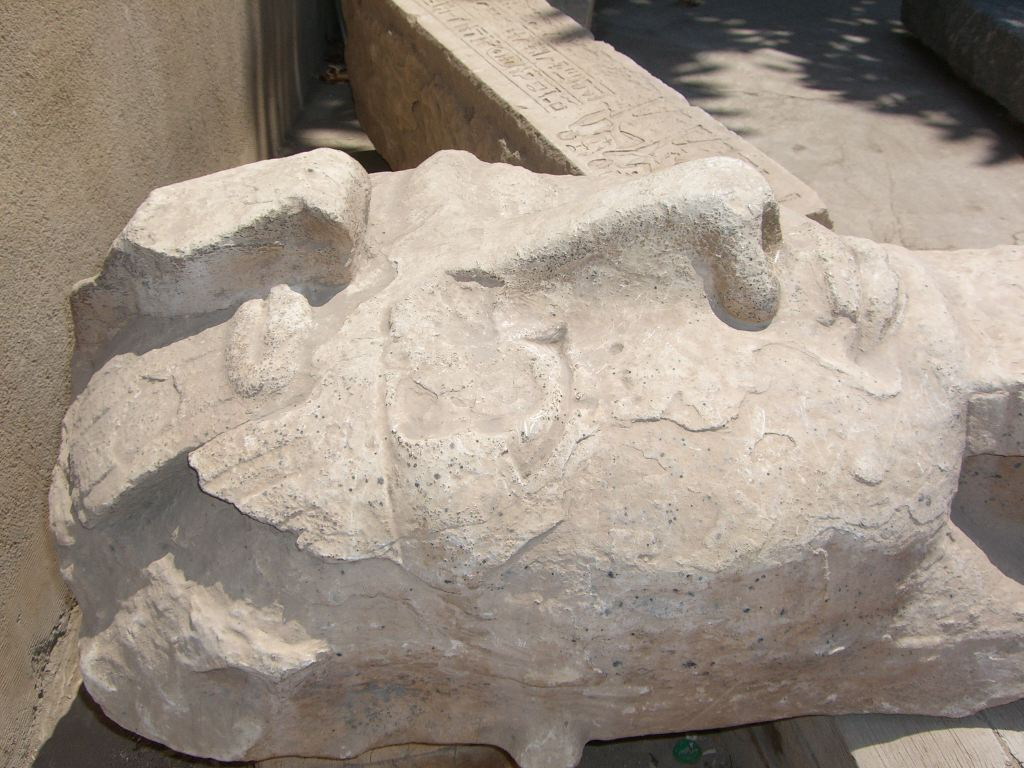
Testa di un colosso ramesside a Eliopoli, XIX dinastia egizia
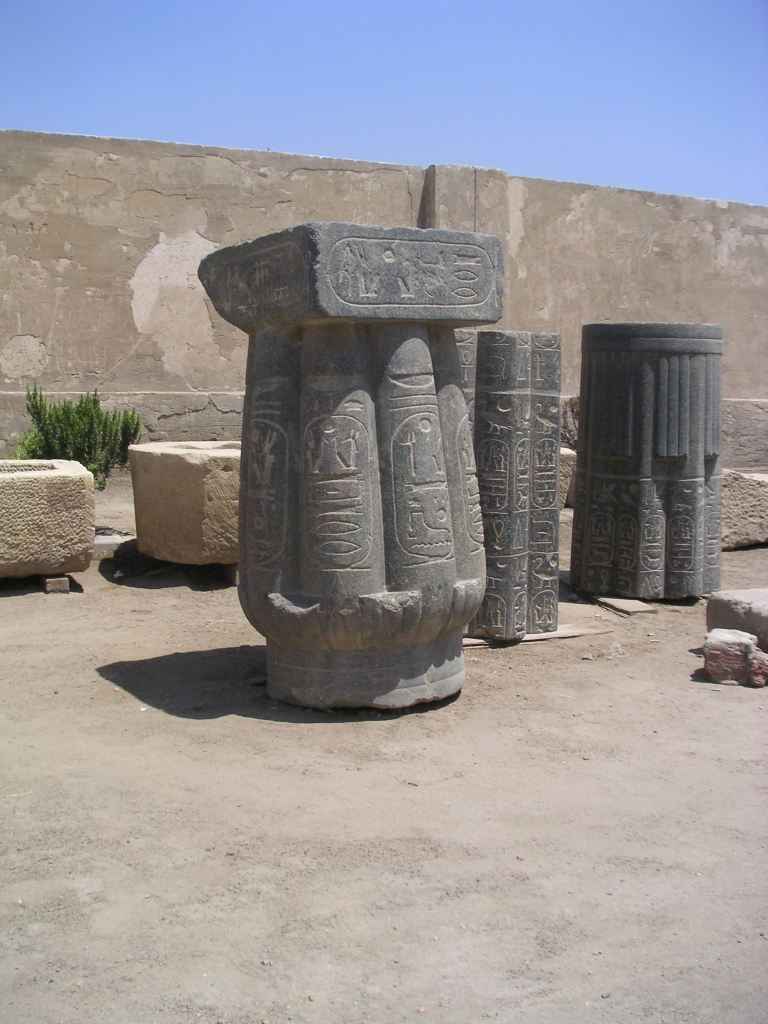
Capitello di colonna con incisi i cartigli di Sethnakht, XX dinastia egizia